# Pa Phayom
Pa Phayom (em tailandês: อำเภอกงหรา) é um distrito da província de Phatthalung, no sul da Tailândia. É um dos 11 distritos que compõem a província. Sua população, de acordo com dados de 2012, era de 34 251 habitantes, e sua área territorial é de 248,43 km².
O distrito foi criado em 19 de janeiro de 1990, como resultado da divisão do distrito de Khuan Khanun. Ele transformou-se em distrito oficialmente em 7 de setembro de 1995.